# Verdrag van Chang'an (763)
Het Verdrag van Chang'an was een van de zes verdragen die in de achtste eeuw gesloten werden tussen het Tibetaanse rijk en de Chinese Tang-dynastie.
Na de opstand van An Lushan was de Tang-dynastie ernstig verzwakt. De Tibetaanse koning Trisong Detsen (742-ca.800) maakte hiervan gebruik om in de tweede helft van de achtste eeuw zijn rijk aanzienlijk uit te breiden. In 762 begon een opmars richting Chang'an, de hoofdstad van het Chinese rijk. Die opmars werd afgekocht tegen een jaarlijkse betaling van de dynastie aan de Tibetanen van 50.000 rollen zijde. In het volgende jaar arriveerde deze zijde niet en werd de opmars naar de hoofdstad hervat. Mede door de overgave van een Chinese legeraanvoerder werd Chang'an veroverd en geplunderd. De Chinese keizer Tang Daizong (727-779) vluchtte en de Tibetanen installeerden een marionettenkeizer met de naam Chenghong.
De feitelijke controle over de hoofdstad en de Chinese troon duurde maar twee weken, maar de Tibetanen wisten wel gedurende de periode die volgden delen van China ten westen en ten noorden van Chang'an te blijven domineren. In de jaren daarna werden steden als Hexi in de Gansu-corridor en Hami veroverd. De eerste veroveringen van deze fase werden vastgelegd in dit verdrag. In 783 werd een nieuw verdrag gesloten, het verdrag van Ch'ing-shui, dat deze en verdere veroveringen van het Tibetaanse rijk meer in detail vastlegde.
De gebeurtenissen van 763 worden in de Tibetaanse geschiedschrijving uitgebreid beschreven. Er is een uitgebreide inscriptie op de Pilaar van Zhöl en het wordt vermeld in de Tibetaanse annalen en de Oude Tibetaanse kroniek . In de Chinese geschiedschrijving worden de gebeurtenissen vermeld in het Oud Boek van de Tang.